# Patron traditionnel
Pour les articles homonymes, voir Traditionnel.

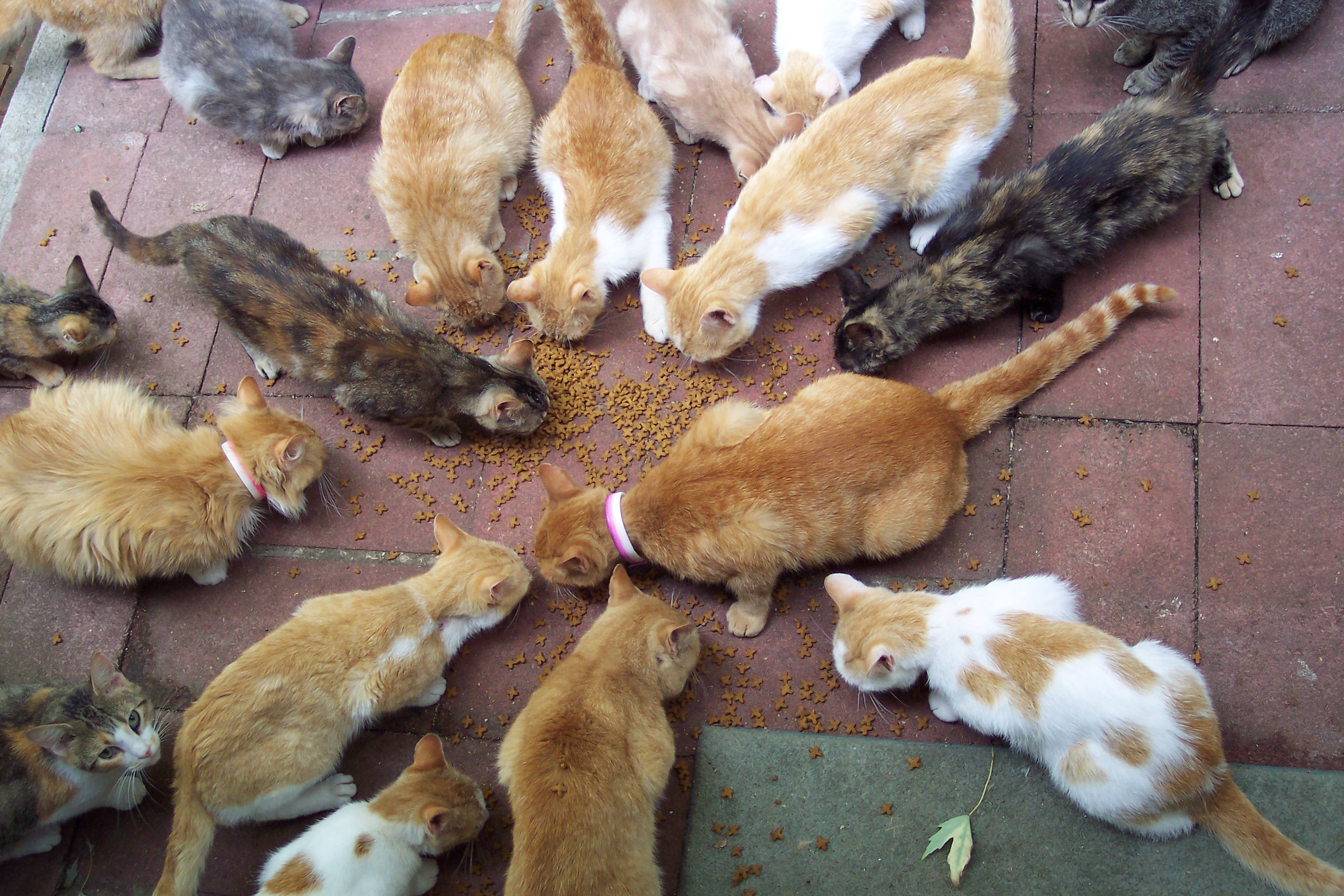
Chats de diverses couleurs, présentant tous le patron traditionnel.

Le patron traditionnel est un patron de robe du chat. Il s'agit du patron le plus répandu, qui correspond à une robe dont l'intensité de la couleur est constante sur l'ensemble de la robe, au contraire des patrons sépia et colourpoint.

## Nomenclature
Le patron traditionnel n'est pas spécifié dans la nomenclature des robes de chat, étant convenu qu'en l'absence de notation contraire (type colourpoint ou sépia), le patron est considéré comme traditionnel.

## Génétique

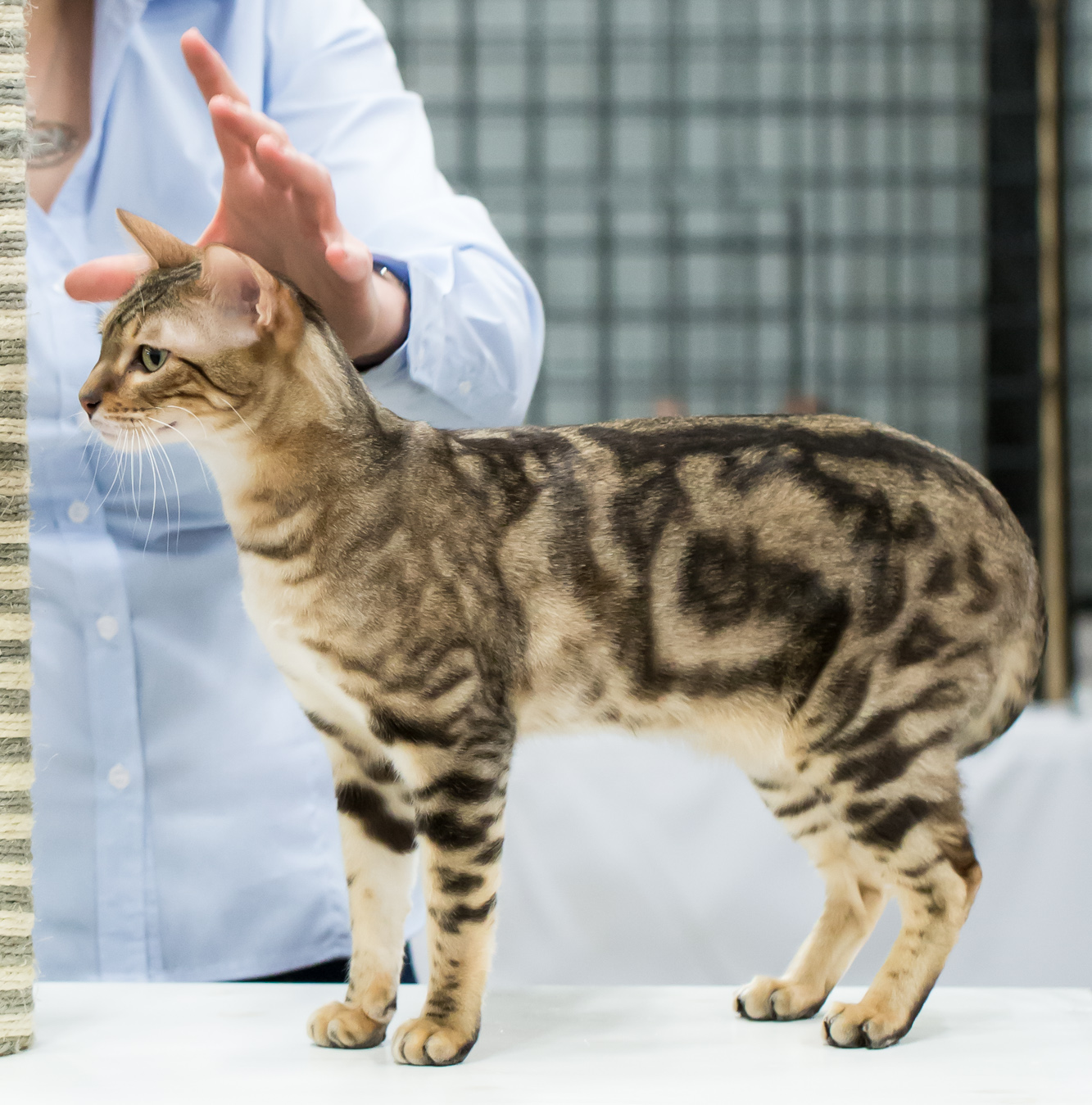
Le patron sépia de ce bengal est très difficile à distinguer du patron traditionnel.

L'obtention du patron traditionnel est codée par le gène C (C pour « Couleur »), se situant sur le locus TYR codant la tyrosinase. Il comprend cinq allèles différents :
- C+, qui est l'allèle dominant et sauvage. Cet allèle correspond à une synthèse normale des pigments, donnant le patron traditionnel.
- cb, correspondant au patron sépia typique du burmese.
- cs, correspondant au patron colourpoint, typique du siamois. Les allèles cb et cs sont codominants et un chat qui possède ces deux allèles présente un patron intermédiaire, dit « tonkinois ».
- ca, correspondant à une robe blanche aux yeux bleu pâle.
- c, l'albinisme vrai, c'est-à-dire un chat blanc aux yeux rouges, probablement létal.